# ملکوسربی
ملکوسربی (به چکی: Mlékosrby) یک منطقهٔ مسکونی در جمهوری چک است که در ناحیه هرادتس کرالووه واقع شده‌است. ملکوسربی ۲۴۵ نفر جمعیت دارد.